# Ship of Fools (Tuxedomoon)
Ship of Fools è il quinto album in studio del gruppo post-punk statunitense Tuxedomoon, pubblicato nel 1986. Il mini-album mescola diversi generi, quali un "funky deviato e spiazzante", "world-music robotica" nella prima facciata, per poi proporre "accenti classicheggianti" e "jazz esotico". Ha ottenuto giudizi critici mutevoli.

## Tracce
1. Atlantis – 5:03
2. Reeding, Righting, Rhythmatic – 4:53
3. Break the Rules – 4:09
4. A Piano Solo – 2:54
5. Lowlands Tone Poem – 1:55
6. Music for Piano + Guitar – 1:50
7. An Afternoon With N – 2:29
8. The Train – 4:50